# Lowell Smith
Lowell H. Smith (1892 - 4 november 1945) was een Amerikaans luchtvaartpionier die op 27 juni 1923, tezamen met Lt. John P. Richter, de eerste was die brandstof bijtanken in de lucht uitvoerde en mede hierdoor in 1923 in staat was een vliegduurrecord van 37 uur te vestigen met een De Havilland DH-4B. 
Smith, was ook degene die in 1924, samen met zijn mecanicien eerste Lt. Leslie P. Arnold, aan boord van zijn vliegtuig de "Chicago", de eerste non-stop vlucht om de wereld maakte. Smith was houder van zestien snelheidsrecords, duurrecords en afstandsrecords voor militaire vliegtuigen. 
Smith was aanvankelijk een vlieger in het Mexicaanse leger (1915), maar ging in 1917 bij de Army Air Service van het Amerikaanse leger. In 1919 nam hij deel aan een grote transcontinentale luchtvaart race. Op de avond van 15 oktober werd zijn vliegtuig echter vernield door een brand veroorzaakt door werklampen die zijn mecaniciens gebruikten bij hun onderhoudswerk. Een van de vleugels vatte hierbij vuur. Smith kreeg toestemming om de race voort te zetten als hij een vervangend vliegtuig kon vinden. De vooruitzichten hierop waren niet erg gunstig, totdat majoor Carl Andrew Spaatz op 17 oktober zich met een vliegtuig meldde en kon worden overgehaald om zijn vliegtuig aan Smith ter beschikking te stellen. Na de hervatting van zijn gevecht met weer en wind, werd Smith de eerste westkust vliegenier die de rondreis completeerde en op de eindbestemming San Francisco in Californië landde op 21 oktober. In 1936 kreeg Smith een aanstelling bij Commissie van het Amerikaanse Leger voor standaardisering van vliegtuig ontwerpen en aankoop procedures. Onder zijn leiding (van februari 1942 tot maart 1943) werd de basis Davis-Monthan de plaats waar de bemanningen van B-17 bommenwerpers en B-24 bommenwerpers hun opleiding kregen voor hun inzet in de Tweede Wereldoorlog. 
Smith overleed ten gevolge van zijn verwondingen die hij opliep bij een val van een paard in Catalina Foothills, Arizona, en hij werd begraven op de militaire begraafplaats Arlington National Cemetery. 

## Onderscheidingen
- Army Distinguished Service Medal[1]
- Distinguished Flying Cross[1]
- Mackay Trophy